# MAN HX32

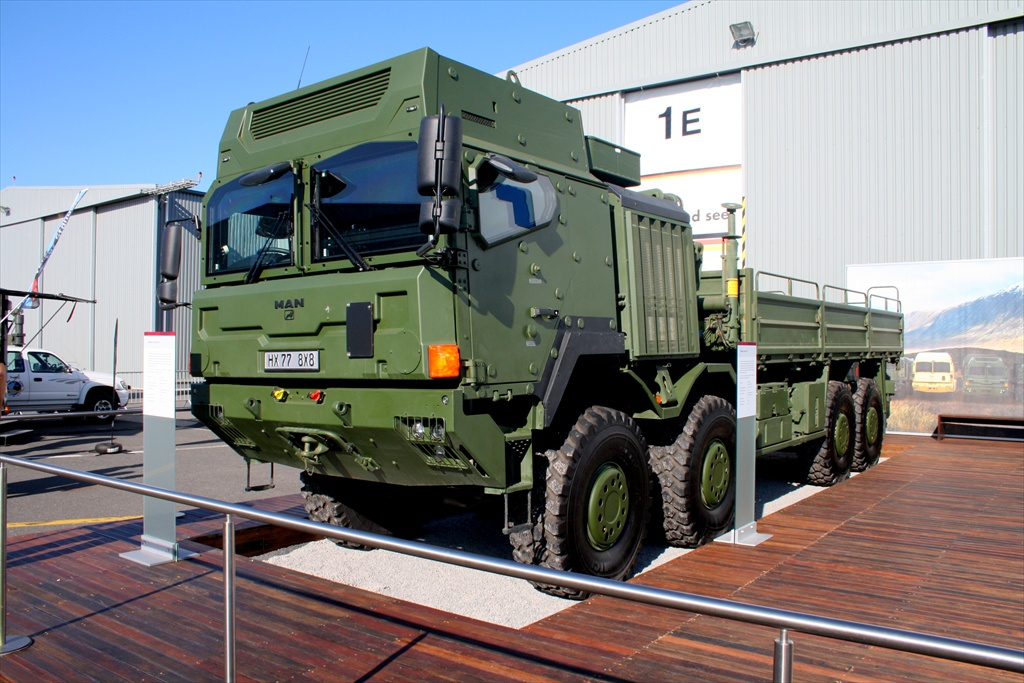

A MAN HX32 a Rheinmetall MAN Military Vehicles (RMMV) HX sorozatának egyik tagja, amelyet kifejezetten katonai és logisztikai feladatokra terveztek. A HX sorozat járművei magas mobilitásukkal és megbízhatóságukkal tűnnek ki, és világszerte számos hadseregben szolgálnak.

## Főbb jellemzők
- Teherbírás: A MAN HX32 nagy teherbírású jármű, amely képes nehéz rakományok szállítására különböző terepviszonyok között.
- Hajtásképlet: Az HX32 általában 8x8-as hajtásképlettel rendelkezik, ami kiváló terepjáró képességet biztosít számára.
- Motor: A járművet egy erős MAN dízelmotor hajtja, amely elegendő teljesítményt nyújt a nehéz terhek mozgatásához és a kihívást jelentő terepviszonyok leküzdéséhez.
- Védelem: Az HX sorozat járművei moduláris páncélzattal szerelhetők fel, amely védi a személyzetet a ballisztikus fenyegetésektől és robbanásoktól.
- Modularitás: A járművek különböző felépítményekkel és konfigurációkkal láthatók el, beleértve a konténerszállítást, darus emelést vagy speciális katonai felszerelések hordozását.

## Felhasználás
A MAN HX32 járműveket széles körben alkalmazzák katonai logisztikai műveletekben, beleértve a szállítást, műszaki támogatást és egyéb taktikai feladatokat. A Magyar Honvédség is használ MAN HX32 konténerszállító tehergépkocsikat, amelyek fontos szerepet játszanak a hazai katonai logisztikában. 